# La Roquette
 La Roquette  là một xã thuộc tỉnh Eure trong vùng Normandie miền bắc nước Pháp.